# TOFI
Als TOFI (englisches Akronym von Thin Outside Fat Inside) werden Personen bezeichnet, die zwar schlank sind, aber dennoch einen hohen Anteil an Körperfettgewebe aufweisen. 

## Definition und Begriffsgeschichte
Als TOFIs werden Menschen bezeichnet, die einen Body-Mass-Index (BMI) unter 25 haben und Symptome des metabolischen Syndroms (Syndrom X) aufweisen. Der BMI berechnet sich, indem man das Körpergewicht des Probanden durch die Körpergröße in Metern zum Quadrat teilt.
Zu den Indikatoren des metabolischen Syndroms zählen neben einem gestörten Kohlenhydratstoffwechsel (Insulinresistenz) der Bluthochdruck (Hypertonie), eine Verschiebung der Blutfettfraktionen (Dyslipoproteinämie = hoher VLDL-Spiegel bei niedrigem HDL-Spiegel) und ein erhöhtes viszerales Bauchfettdepot „Apfelform“ (abdominelle Adipositas).
Der Begriff wurde von Jimmy Bell am Imperial College, London geprägt. Bell nutzte die MRT-Diagnostik, um Körperfett um innere Organe zu messen. Dieses innere Körperfett soll im Gegensatz zum Unterhautfettgewebe dazu führen, dass eine Insulinresistenz aufgebaut wird, die wiederum zu Diabetes und Herzkrankheiten führen kann.

## Diagnose
Um das TOFI-Syndrom zu klassifizieren, muss der abdominal-viszerale Fettgehalt (tiefliegendes Bauchfett) gemessen werden. Dies kann mittels Magnetresonanztomographie (MRT), Computertomographie (CT) oder Bioimpedanzmessung (BIA) geschehen. Da eine MRT-Untersuchung teuer und die CT strahlenbelastend sind, scheiden diese beiden Verfahren (außer für spezielle klinische Befundungen) aus.
Die Messung via Bioimpedanzmessung (BIA) stellt die einfachste und günstigste Methode dar, bei der der Proband mit den bloßen Füßen auf einer digitalen Waage und Handelektroden vermessen wird. Vorteilhaft ist hierbei, dass ein Entkleiden und der direkte Körperkontakt zum Befundenden entfällt und in weitere, zukünftige Datenerhebungen zum direkten Vergleich herangezogen werden können.
Methoden wie die Messung der Körperumfänge sind ungeeignet, da diese die viszeralen Fettdepots nicht darzustellen vermögen.

## Auftreten
Eine Studie der britischen Ernährungswissenschaftler Louise Thomas und Gary Frost haben ergeben, dass ca. 14 % der Männer und 12 % der Frauen zu den TOFIs gerechnet werden können.